# 北空知信用金庫
北空知信用金庫（きたそらちしんようきんこ、英語：Kitasorachi Shinkin Bank）は、北海道深川市に本店を置く信用金庫である。略称はきたしん。

## 概要
深川市に本店を置き、主に北空知の深川市・雨竜町・北竜町・妹背牛町・秩父別町・沼田町と2010年に旧空知支庁から上川総合振興局管内へ移った幌加内町を営業範囲としている。北空知以外では、滝川市など中空知や上川管内の旭川市やその周辺の町村にも進出しており、支店も置かれている。妹背牛町・雨竜町・北竜町・沼田町・幌加内町では指定金融機関となっている（本店所在地である深川市の指定金融機関は北洋銀行）。
自己資本比率は12.90%（2009年9月末現在、国内基準）。ここ数年は概ね11～12%前後で安定しており、経営的にも比較的安定した状態にあるといえる。

## 沿革
- 1950年7月 - 北空知信用組合として設立。
- 1952年2月 - 信用金庫法により信用金庫に転換、北空知信用金庫に改組。
- 2019年10月1日 - 北海道銀行とのATM相互無料提携を開始[3][4]。
- 2024年7月16日 - 北洋銀行とのATM相互無料提携を開始[5][6]。

## 店舗
- 本店 - 深川市4条8番16号
- 西支店 - 深川市西町2番21号
- 納内支店 - 深川市納内町3丁目2番17号
- 妹背牛支店 - 妹背牛町字妹背牛382-8
- 沼田支店 - 沼田町南1条2丁目5-3
- 幌加内支店 - 幌加内町字幌加内1284
- 秩父別支店 - 秩父別町字秩父別1272ｰ7
- 雨竜支店 - 雨竜町字フシコウリウ104番地
- 北竜支店 - 北竜町字和6-1
- 旭川支店 - 旭川市神楽4条4丁目2番14号
- 旭川東支店 - 旭川市東光3条2丁目1番25号
- 滝川支店 - 滝川市大町3丁目1番8号
- 札幌支店 - 札幌市中央区大通西11丁目4番地　大通藤井ビル2階
- 麻生支店 - 札幌市北区北37条西4丁目3番12号　藤井ビルN371階

### 閉鎖した店舗
- 多度志支店 - 深川市多度志

## totoの払い戻し店
- スポーツ振興くじ（toto）当選券の払い戻し店は、深川市4条の本店のみで取り扱っている。